# Valerofenona
Valerofenona, quimicamente butil fenil cetona ou 1-fenil-1-pentanona, é uma cetona aromática. É um líquido incolor com um ponto de fulgor de 102 °C.  Valerofenona é usada no estudo de vários processos fotoquímicos.
Valerofenona é também um inibidor da enzima carbonil redutase.